# NGC 1344
NGC 1344 је елиптична галаксија у сазвежђу Пећ која се налази на NGC листи објеката дубоког неба.
Деклинација објекта је - 31° 4' 5" а ректасцензија 3h 28m 19,5s. Привидна величина (магнитуда) објекта NGC 1344 износи 10,4 а фотографска магнитуда 11,4. Налази се на удаљености од 17,596 милиона парсека од Сунца. NGC 1344 је још познат и под ознакама NGC 1340, ESO 418-5, MCG -5-9-5, AM 0326-311, PGC 12923.